# Щелкун посевной полосатый
Щелкун посевной полосатый, или щелкун хлебный (лат. Agriotes lineatus) — вид щелкунов из подсемейства Agrypninae.

## Описание

### Имаго
Имаго длиной 7—10 мм с удлинённый и овальным телом.

### Яйца
Яйца слегка овальные; 0,5 мм в длину.

### Личинки
Личинки (проволочники) достигают размером в 17—20 мм в длину и шириной всего 2 мм (или меньше двух).

## Экология и местообитания
Проволочники — многоядные, питаются корнями большого количества видов растений (особенно в местах с влажным или приморским климатом)

## Развитие
Самка откладывает яйца (с конца мая по начало июня) во влажную и свежую землю на глубину 20—60 мм по одному или кучками до 12 штук. В общем самка откладывает до двухсот яиц. Инкубация продолжается 25—60 дней.
Личинка окукливается в мае. На развитие куколки уходит пять лет. Развитие происходит в земле на глубине 40—60 см.